# Sen o krzyżu

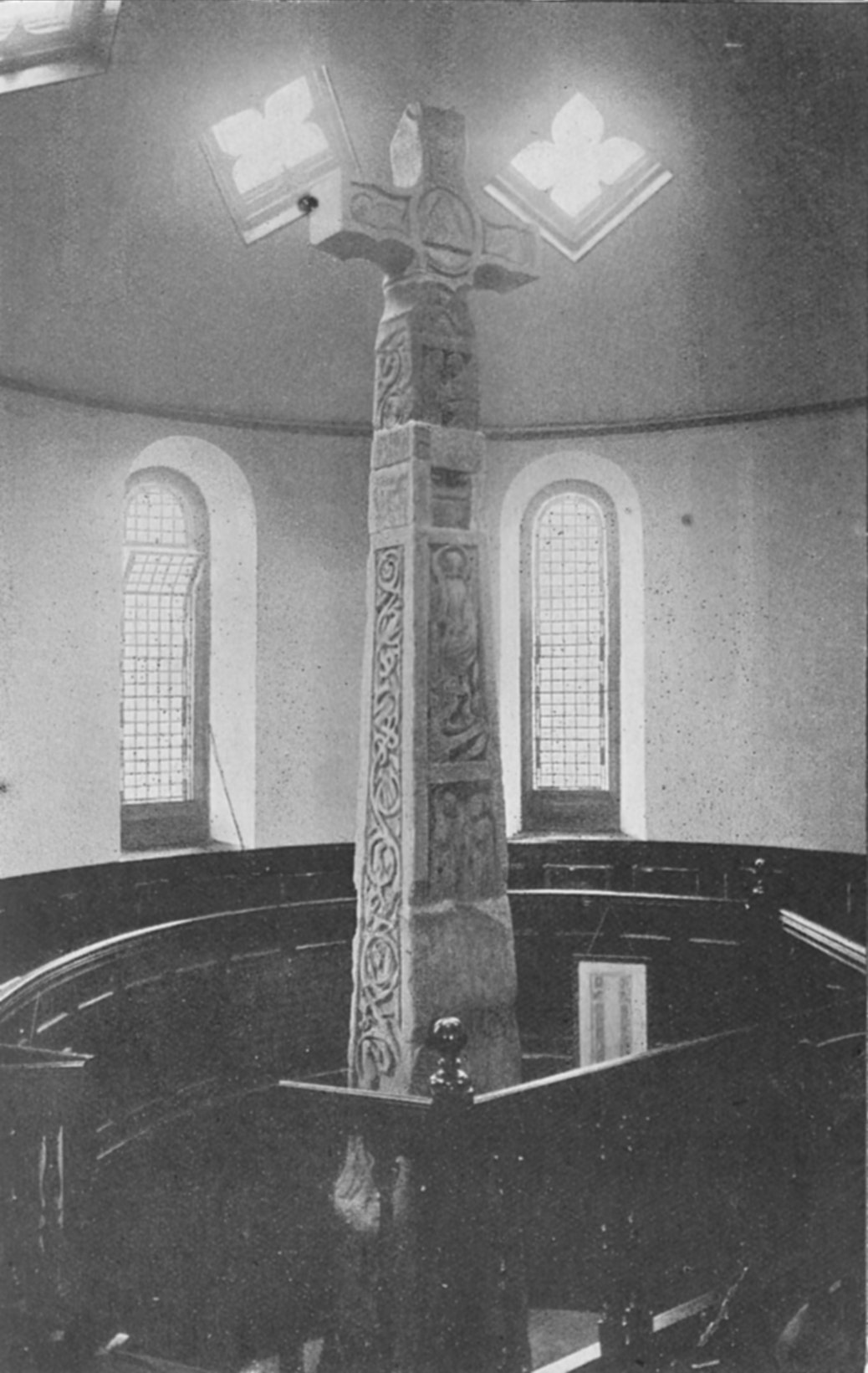
Krzyż z Ruthwell

Sen o krzyżu (ang. The Dream of the Rood) – jeden z najstarszych zachowanych utworów staroangielskich. Wiersz zachował się w tzw. Vercelli Book, manuskrypcie z X wieku, ale jest znacznie starszy. Jego fragmenty wyryto na anglosaskim krzyżu z Ruthwell pochodzącym z VIII wieku. Tematyka utworu świadczy o zakorzenianiu się wiary chrześcijańskiej na Wyspach Brytyjskich.
Utwór opisuje męki Chrystusa z perspektywy drzewa, krzyża na którym zawisł. Jest to tekst anonimowy, alegoryczny w formie wiersza tonicznego z wykorzystaniem aliteracji, zawiera stały układ akcentów.

## O utworze
Sen o krzyżu jest utworem opowiedzianym przez 'śniącego' (podmiot liryczny), który śni o rozmowie z krzyżem na którym Chrystus został ukrzyżowany.
Utwór podzielony jest na trzy części.
Pierwsza część dotyczy wizji krzyża, jakiej doświadcza podmiot liryczny. Jest to ważny element, bowiem ta część zawiera typowe elementy gatunku literackiego, jakim w literaturze staroangielskiej jest 'dream vision' (poezja snu), gdzie opowieść snu u odbiorcy ma stworzyć poczucie rzeczywistości. Pierwsza część utworu skupia się zatem na opisie krzyża- wzniesionego w triumfie i pokrytego złotem i biżuterią, jeszcze niesplamionego krwią.
Druga część opisuje rozmowę krzyża i podmiotu lirycznego o ukrzyżowaniu Chrystusa. Tutaj krzyż i Chrystus stają się jednością- oboje są przebici gwoźdźmi, wydani na pośmiewisko czy poddani torturom, wspólnie się odradzają (zaznaczmy, iż krzyż wspólnie z Jezusem), a następnie powracają w chwale.
W trzeciej części krzyż nakazuje podmiotowi lirycznemu rozpowszechnić historię o cierpieniu i wykupieniu Chrystusa. Utwór kończy się na przedstawieniu uczuć podmiotu lirycznego, który odczuwa, że dzięki temu wszystkiemu jego życie zmieniło się na lepsze i wyraża chęć nawrócenia ludzi, którzy nie żyją w zgodzie z Chrystusem i krzyżem.